# 열린북한방송
열린북한방송은 대한민국의 라디오 방송국이다. 대한민국에서 최초로 개국한 민간대북방송이다.

## 개요
대한민국 민간대북방송 제1호로서 개시 이후 2006년 상반기까지는 자유북한방송, 자유조선방송 등의 프로그램 송출을 대행하는 대북방송 중계 사업자로 주된 기능을 하였으나, 2006년 말 방송 시간을 1시간으로 확대한 이후부터는 중계 사업을 중단하고 자체 제작한 방송과 외부 제공의 프로그램 등을 구성, 독자적인 방송을 조선민주주의인민공화국을 향해 내보내고 있다. 또한 2009년 북한전문 소식지인 "열린북한통신"을 창간하여 남한을 비롯한 국제 사회에 북한 내부 소식을 전하는 활동을 하고 있다. 그리고 매일 춘천문화방송에서 새벽 3시부터 새벽 4시 55분까지 방송을 송출했다.

## 연혁
- 2005년 12월 열린북한방송 개국. (0000~0100KST 5880kHz, 이르쿠츠크 100kW)
- 2006년 12월 18일 방송 시간 1시간 확대. (2300~0000KST 7390kHz, 두샨베 200kW)
- 2007년 6월 11일 스케줄 및 송신지 변경. (평일 2000~2100KST 9930kHz, 하와이 100kW)
- 2009년 1월 북한전문 소식지 '열린북한통신' 창간
- 2010년 2월 18일 북한인권 전문 소식지 '르포-북한인권' 창간
- 2014년 11월 국민통일방송 설립

## 주요사업
- 라디오 제작
- 열린북한통신
- 라디오 남북친구[깨진 링크(과거 내용 찾기)]
- 열린북한영상

## 방송 주파수
| 한국 표준시 | 주파수               |
| ----------- | -------------------- |
| 03:00~04:55 | AM 774kHz FM 92.3MHz |
| 06:00~07:00 | 단파 7480kHz         |
| 23:00~00:00 | 단파 11570kHz        |

## 방송 언어
- 한국어

## 같이 보기
- 국민통일방송
- 자유북한방송
- 대북방송